# Расстрел в Камисикуке

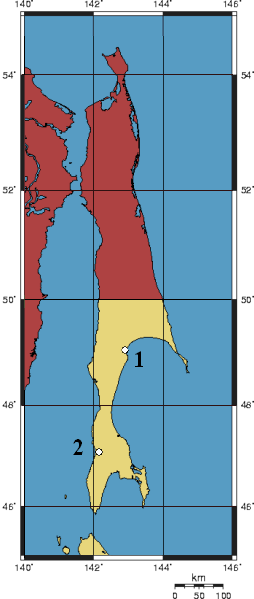
Приблизительное местоположение японских расправ над корейцами в Карафуто
1: Сикука, возле Камисикука (上敷香)
2: Маока, возле села Мидзухо (Пожарское)(瑞穂村)
СССР
Японская империя

Расстре́л в Камисику́ке  (18 августа 1945 года) — кровавая расправа группы японских офицеров над этническими корейцами, обвинёнными в шпионаже в пользу наступающей Советской армии, в поселении Камисикука в префектуре Карафуто. Узнав о наступлении советских войск с севера Сахалина, японские офицеры сначала забрали первых попавшихся под руку корейцев в жандармерию, а затем без суда и следствия расстреляли. Место погребения тел, равно как и факт расстрела долгое время оставался неизвестным. В ходе расстрела погибло 18 человек. На месте трагедии представители диаспоры сахалинских корейцев установили памятник. Ныне это территория села Леонидово на острове Сахалин.

## В литературе
Сахалинский писатель В. Н. Гринь посвятил событиям 18 августа 1945 года книгу «Разлука длиною в жизнь». Первое издание книги вышло в свет в 2008 году.  Переиздана в 2010, корейский перевод вышел в 2012 году, а японский — в 2015.